# Руді Муньйос
Руді Хосуе Муньйос Ботео (ісп. Rudy Josué Muñoz Boteo, нар. 6 лютого 2005, Сан-Мігель-Петапа) — гватемальський футболіст, який грає на позиції півзахисника в клубі «Мунісипаль» та національній збірній Гватемали.

## Клубна кар'єра
Руді Муньйос народився в місті Сан-Мігель-Петапа, та розпочав займатися футболом у школі клубу «Мунісипаль». У 2021 році Муньйос розпочав грати в основній команді клубу «Мунісипаль», в якій швидко став гравцем основного складу, та в 2024 році став у складі команди чемпіоном Гватемали.

## Виступи за збірну
У 2022 році Руді Муньйос дебютував у складі молодіжної збірної Гватемали. У 2023 році футболіст у складі молодіжної збірної брав участь у тогорічному молодіжному чемпіонаті світу, на якому гватемальська молодіжка не подолала груповий етап. З 2023 року Муньйос грає у складі національної збірної Гватемали. У складі збірної футболіст брав участь у Золотому кубку КОНКАКАФ 2025 року. Станом на початок серпня 2025 року Муньйос зіграв у складі національної збірної 11 матчів, у яких забитими голами не відзначився.

## Титули і досягнення
- Чемпіон Гватемали (1): 2024 Клаусура